# Región del Sur (Eritrea)
La región del Sur (tigriña: ዞባ ደቡብ Debub; en italiano: Regione del Sud) es una región (zoba) de Eritrea. Su capital es Mendefera y tiene un área de unos 8.000 km². Su población es de aproximadamente 755.379 habitantes.
- Datos: Q27728